# Adradas
Adradas település Spanyolországban, Soria tartományban. Adradas Coscurita, Morón de Almazán, Taroda, Alcubilla de las Peñas, Baraona, Almazán és Frechilla de Almazán községekkel határos. Lakosainak száma 58 fő (2024).

## Népesség
A település népessége az elmúlt években az alábbi módon változott:
| Lakosok száma | 94   | 86   | 78   | 75   | 70   | 53   | 48   | 69   | 60   | 58   |
|               | 2001 | 2004 | 2007 | 2009 | 2012 | 2014 | 2017 | 2019 | 2022 | 2024 |